# Granit Stagova
Granit Stagova, född 8 maj 1997, är en svensk fotbollsspelare som spelar för Torns IF.

## Karriär
Stagova började spela fotboll i Kristianstad BoIS. Därefter spelade Stagova ett halvår i Kristianstads FF innan han sommaren 2012 gick till Malmö FF.
I februari 2016 gick Stagova till Kristianstad FC. Han spelade 20 matcher och gjorde tre mål i Division 1 Södra 2016. I februari 2017 skrev Stagova på för Mjällby AIF. Han spelade 22 matcher och gjorde sju mål i Division 1 Södra 2017.
Den 16 januari 2018 värvades Stagova av Landskrona BoIS, där han skrev på ett tvåårskontrakt. Stagova debuterade i Superettan den 1 april 2018 i en 3–2-förlust mot Falkenbergs FF, där han blev inbytt i den 85:e minuten mot Dennis Olofsson. Efter säsongen 2019 lämnade Stagova klubben.
Den 1 april 2020 värvades Stagova av Torns IF. Han spelade 19 ligamatcher från start, åtta inhopp samt gjorde ett mål i Division 1 Södra 2020. Efter säsongen 2020 lämnade Stagova klubben. I mars 2021 skrev Stagova på ett ettårskontrakt med IFK Malmö. I januari 2022 förlängde han sitt kontrakt med ett år.
I februari 2023 blev Stagova klar för en återkomst i Torns IF.